# Pression dynamique
En mécanique des fluides la pression dynamique est une mesure de l'énergie cinétique d'un fluide par unité de volume. Elle joue un rôle déterminant dans la conservation de l'énergie et sert de référence pour la définition des coefficients aérodynamiques.

## Définition
La pression dynamique {\displaystyle P_{dyn}} est l'énergie cinétique {\displaystyle E_{c}} par unité de volume au sein d'un fluide :
{\displaystyle E_{c}={\frac {1}{2}}\,mv^{2}={\frac {1}{2}}\,(\rho V_{ol})v^{2}}
où {\displaystyle \rho } est la masse volumique du fluide, {\displaystyle V_{ol}} son volume et {\displaystyle v} sa vitesse.
L'énergie cinétique par unité de volume est donc, en divisant par {\displaystyle V_{ol}}:
{\displaystyle P_{dyn}={\frac {1}{2}}\,\rho v^{2}}
La pression dynamique a la dimension d'une pression, d'où son nom.
Dans le cas d'un gaz parfait elle s'écrit[réf. nécessaire] :
{\displaystyle P_{dyn}={\frac {1}{2}}\,\gamma \,p\,M^{2}}
où {\displaystyle p} est la pression, {\displaystyle \gamma } l'indice adiabatique et {\displaystyle M} le nombre de Mach.
{\displaystyle P_{dyn}} est proportionnelle à la pression statique à nombre de Mach donné.

## Utilisation
La pression dynamique joue un rôle majeur dans la conservation de l'énergie le long d'une ligne de courant pour laquelle :
{\displaystyle \rho h+q+\rho gz=C^{ste}}
h est l'enthalpie volumique, g l'intensité du champ de gravité et z l'altitude.
Cette expression est à la base de la notion de pression d'arrêt isentropique (ou pression génératrice) ainsi que du théorème de Bernoulli.
La pression dynamique {\displaystyle {\frac {1}{2}}\,\rho \,v^{2}} est l'un des terme du théorème de Bernoulli {\displaystyle {\frac {1}{2}}\,\rho \,v_{A}^{2}+p_{A}+\rho \,g\,z_{A}={\frac {1}{2}}\,\rho \,v_{B}^{2}+p_{B}+\rho \,g\,z_{B}}
Lorsque la pression dynamique augmente, la pression statique diminue. Dans le flux à grande vitesse passant par un étranglement, la pression dynamique doit augmenter aux dépens de la pression statique.
Elle est également utilisée pour adimensionner les forces et moments aérodynamiques[précision nécessaire].
La pression dynamique permet de calculer la force exercée par un fluide sur une surface s'opposant au mouvement en multipliant la pression par la surface perpendiculaire au mouvement.

## Historique
La notion est abordée par Isaac Newton dans ses Principia.
Par la suite, les personnes s'intéressant au problème de la force de traînée sur un corps ont supposé que celui-ci absorbait l'énergie cinétique du fluide sur une aire S égale à son maître-couple[réf. nécessaire] (la section transversale maximale d'un navire), soit une force exercée :
{\displaystyle F=P_{dyn}S}.
Les expériences ont montré que cette expression devait être amendée par une constante multiplicative pour exprimer la traînée d'un corps dans un fluide :
{\displaystyle F=C_{x}P_{dyn}S={\frac {1}{2}}\,C_{x}\rho v^{2}S}
où {\displaystyle C_{x}} est un coefficient multiplicatif de l’ordre de l’unité (mais pouvant atteindre 3),,,,,,.

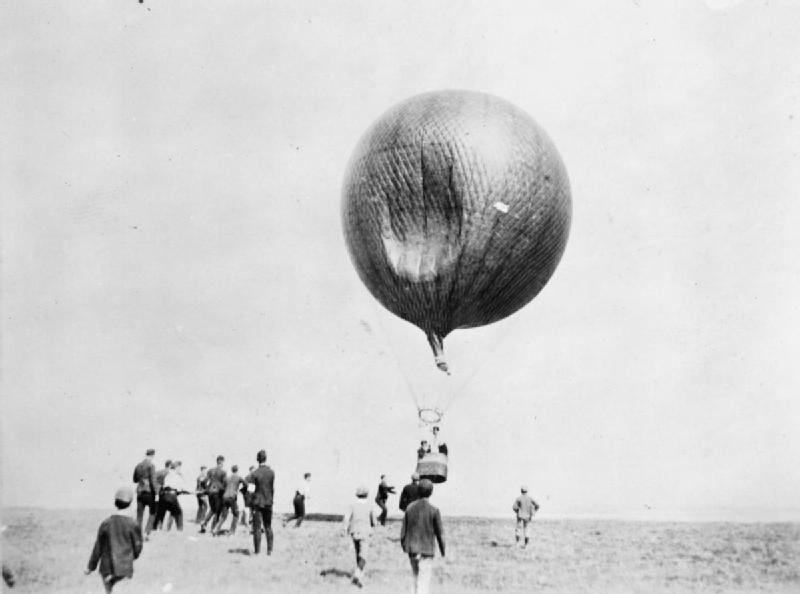
Enfoncement dynamique au point d'arrêt d'un ballon à gaz.

Cet amendement par la constante multiplicative {\displaystyle C_{x}} s'explique d'une part par le fait que la Pression dynamique ne s'applique pas sur toute la surface frontale avant des corps, puisque pour contourner ces corps le fluide doit augmenter sa vitesse, ce qui (en application du Théorème de Bernoulli) diminue largement sa pression.
La Pression dynamique ne s'applique qu'au  point d'arrêt des corps. D'autre part, cet amendement par la constante multiplicative {\displaystyle C_{x}} est dû à l'existence, en aval des corps, d'une zone de dépression (pouvant être très grande) qui entraîne ces corps vers l'arrière et donc augmente leur traînée.
L'usage de la pression dynamique pour l'adimensionnement des pressions ou des forces aérodynamiques a été proposé dans les années 1920 par Ludwig Prandtl sur une idée de Richard Knoller,. En conséquence, on peut aussi voir le ou les points où se mesure la pression dynamique comme le ou les points où le coefficient de pression vaut l'unité (dans le cas simple, ce point est le point d'arrêt).